# Нина Кршљанин
Нина Кршљанин (Београд, 1. април 1988) српска је правница, доктор правних наука, најмлађи дипломац у историји Правног факултета у Београду. Ванредни професор је на Правном факултету Универзитета у Београду где изводи наставу из Српске правне историје.

## Биографија
Нина Кршљанин рођена је 1. априла 1988. године у Београду. Завршила је основну и средњу школу при Амбасади Руске федерације у Београду (1994—2004). На Правном факултету у Београду уписује се 2004. и завршава га 2008. године са просечном оценом 10,00 као најмлађи дипломац у историји тог факултета. Мастер студије завршава 2009. године са темом „Правни режим земљишта у нововековној Србији до доношења Српског грађанског законика: обичајно право и судска пракса“. Докторску тезу „Српске средњовековне повеље као извор Душановог законика“ одбранила је са одликом 2014. године на Правном факултету Универзитета у Београду.
За сарадника у настави на Правном факултету Универзитета у Београду изабрана је 2010. године. За доцента на предмету Српска правна историја на Правном факултету у Београду изабрана је 2015. године.
Потпредседник је Клуба љубитеља римског права и антике "Forvm Romanum"
Говори енглески и руски, а користи немачки, латински, старогрчки, старословенски.

## Најзначајнији радови
1. "Наслеђивање земљишта у нововековној Србији пре Српског грађанског законика: женско право наслеђивања?", Анали Правног факултета у Београду, 2/2009, 273-288.
2. "Изузимање (искључивање) из наслеђа и питање намене Душанове
кодификације", Анали Правног факултета у Београду, 2/2010, 281-301.
3. "'On the Scientific Elaboration of the History of Slavic Law' – Now and Then", The Annals of the Faculty of Law in Belgrade – Belgrade Law Review, 3/2011, 249-271.
4. " 'О научној обради историје словенскога права' – некад и сад", Споменица Валтазара Богишић a о стогодишњици његове смрти, књига 1, Београд 2011, 433-455.
5. "Колективна одговорност у Душановом законику", Правни живот, 10/2011, том 2, 413-428.
6. "Сталешка неједнакост у казненом праву Душановог законика", Страни правни живот, 3/2012, 41-68.
7. "Валтазар Богишић – социолошки приступ праву и правној историји", Социолошки преглед, 1/2012 (Посебно издање), 88–108.
8. "'О проклети христіанскомь': анализа члана 5. Душановог законика", Зборник радова: 1700 година Миланског едикта, Ниш 2013, 309-322.
9. "Положение тюремных заключенных в средневековой Сербии: роль мирских и церковных властей в обеспечении гуманного отношения к заключенным", Вестник Самарского юридического института, 3(11)/2013, 59-67.
10. "Мере против корупције у српском средњовековном праву", Анали Правног факултета у Београду, 2/2013, 230-244.
11. "Колизионе норме § 46. Српског грађанског законика", Српски грађански законик – 170 година (ур. Милена Полојац, Зоран С. Мирковић и Марко Ђурђевић), Београд 2014, 113-126.
12. "Установа квалификованих посланика по Уставу Србије од 1888. године", Устав Краљевине Србије од 1888 – 125 година од доношења: зборник радова са научног скупа (ур. Владан Петров et al.), Београд 2015, 217-234.
13. "Ostvarivanje prava po Splitskom statutu", Splitski statut iz 1312. godine: povijest i pravo, Split 2015, 269-310.
14. "Српско право", Казивање о Србима кроз векове (прир. Богдан М. Златар), Београд 2015, 1226-1245.
15. "Правна регулатива лова у Књажеству Србији: Први кораци ка модерном ловном законодавству", Животиње и право (ур. Марија Караникић Мирић, Марко Давинић и Игор Вуковић), Београд 2016, 31-52.
16. "Interrupted evolution: the Serbian medieval assembly (Sabor)" – рад са конференције, чека објављивање.
17. "Саучесништво у средњовековном српском праву" – рад са конференције, чека објављивање.
18. "Идея самодержавия в Сербии и России" – рад са конференције, чека објављивање.
19. "Критика исторической школы права В. Богишича и современная перспектива: право как зеркало народной жизни" – рад са конференције, чека објављивање.
20. "The land reform of the 1830s in Serbia: the impact of the shattering of the Ottoman feudal system" – рад са конференције, чека објављивање.